# Précy-le-Sec
Précy-le-Sec là một xã của Pháp,tọa lạc ở tỉnh Yonne trong vùng Bourgogne.

## Hành chính
| Danh sách các thị trưởng               |           |                    |             |         |
| Giai đoạn                              | Giai đoạn | Tên                | Đảng        | Tư cách |
| 2008                                   |           | Arnaud Rosier      | {{{Parti}}} | -       |
| 1989                                   | 2008      | Pierre Pinson      | {{{Parti}}} | -       |
| 1971                                   | 1989      | Guy Rameau         | {{{Parti}}} | -       |
| 1962                                   | 1971      | Bernard Rameau     | {{{Parti}}} | -       |
| 1960                                   | 1962      | Victorine Naudin   | {{{Parti}}} | -       |
| 1959                                   | 1960      | Lucien Rameau      | {{{Parti}}} | -       |
| 1953                                   | 1959      | Henri Oppeneau     | {{{Parti}}} | -       |
| 1947                                   | 1953      | René de Blecker    | {{{Parti}}} | -       |
| 1933                                   | 1947      | Léopold Rameau     | {{{Parti}}} | -       |
| 1925                                   | 1933      | Henri Mouchoux     | {{{Parti}}} | -       |
| 1918                                   | 1925      | Louis Bouchere     | {{{Parti}}} | -       |
| 1911                                   | 1918      | Antoine Mouchoux   | {{{Parti}}} | -       |
| 1908                                   | 1911      | Théophile Collin   | {{{Parti}}} | -       |
| 1904                                   | 1908      | Léopold Rameau     | {{{Parti}}} | -       |
| 1896                                   | 1904      | Jean-Pierre Piault | {{{Parti}}} | -       |
| Tất cả các dữ liệu trước đây không rõ. |           |                    |             |         |

## Thông tin nhân khẩu
| 1793 | 1800 | 1806 | 1821 | 1831 | 1836 | 1841 | 1846 | 1851 |
| ---- | ---- | ---- | ---- | ---- | ---- | ---- | ---- | ---- |
| 658  | 762  | 742  | 750  | 802  | 695  | 734  | 743  | 744  |

| 1856 | 1861 | 1866 | 1872 | 1876 | 1881 | 1886 | 1891 | 1896 |
| ---- | ---- | ---- | ---- | ---- | ---- | ---- | ---- | ---- |
| 668  | 688  | 700  | 721  | 693  | 639  | 637  | 606  | 571  |

| 1901 | 1906 | 1911 | 1921 | 1926 | 1931 | 1936 | 1946 | 1954 |
| ---- | ---- | ---- | ---- | ---- | ---- | ---- | ---- | ---- |
| 521  | 486  | 479  | 368  | 349  | 319  | 262  | 266  | 249  |

| 1962                                         | 1968 | 1975 | 1982 | 1990 | 1999 | 2005 | - | - |
| -------------------------------------------- | ---- | ---- | ---- | ---- | ---- | ---- | - | - |
| 201                                          | 206  | 194  | 192  | 216  | 238  | 278  | - | - |
| Số liệu kể từ 1962 : dân số không tính trùng |      |      |      |      |      |      |   |   |